# Ray May
Ray May (Los Angeles, 4 giugno 1945) è un ex giocatore di football americano statunitense che ha militato nel ruolo di linebacker nella National Football League (NFL).

## Carriera
May al college giocò a football con gli USC Trojans. Fu scelto nel corso del quarto giro (89º assoluto) del Draft NFL 1967 dai Pittsburgh Steelers. Vi giocò per tre stagioni fino al 1969. Nel 1970 passò ai Baltimore Colts con cui, nella prima stagione con la nuova maglia, vinse il Super Bowl V contro i Dallas Cowboys per 16-13. A metà della stagione 1973 passò ai Denver Broncos con cui chiuse la carriera nel 1975.

## Palmarès
- Super Bowl : 1

Baltimore Colts: V
- American Football Conference Championship: 1

Baltimore Colts: 1970